# هیلی لوئیس

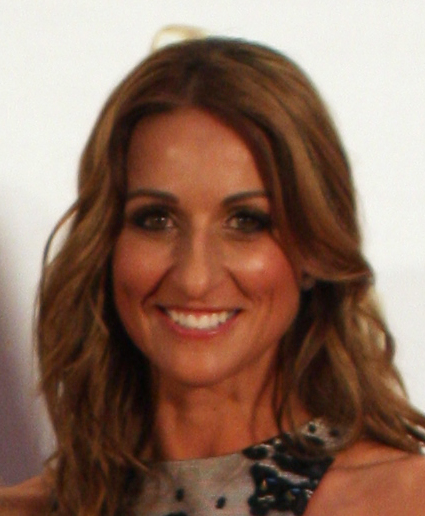
هیلی لوئیس

هیلی لوئیس (به انگلیسی: Hayley Lewis) (زادهٔ ۲ مارس ۱۹۷۴) شناگر اهل استرالیا است.